# Rugrats, vacances salvatges
Rugrats, vacances salvatges (títol original en anglès: Rugrats Go Wild) és una pel·lícula estatunidenca d'animació dirigida per Norton Virgien i John Eng, estrenada el 2003. Es tracta d'un crossover entre dues sèries animacions produïdes per Nickelodeon, Quatre grapes i The Wild Thornberrys. Ha estat doblada al català per a cinemas el 8 d'agost de 2003.

## Argument
Els Pickles i els seus pares naufraguen en una illa a priori deserta. Els valents bebès Rugrats s'enfonsen a la jungla i troben per casualitat la família Thornberry. Tommy Pickle coneix així el seu ídol, Nigel Thornberry...

## Repartiment
| Personatge            | Veu original     | Veu catalana        |
| --------------------- | ---------------- | ------------------- |
| Tommy Pickles         | E. G. Daily      | Núria Domènech      |
| Chuckie Finster       | Nancy Cartwright | Belén Roca          |
| Phil i Lill DeVille   | Kath Soucie      | Marta Barbarà       |
| Kimi Watanabe-Finster | Dionne Quan      | Berta Cortés        |
| Angelica Pickles      | Cheryl Chase     | Geni Rey            |
| Dil Pickles           | Tara Strong      | Tara Strong         |
| Susie Carmichael      | Cree Summer      | Mònica Padrós       |
| Stu Pickles           | Jack Riley       | Lluís Posada        |
| Didi Pickles          | Melanie Chartoff | –                   |
| Drew Pickles          | Michael Bell     | Quim Roca           |
| Charlotte Pickles     | Tress MacNeille  | Alicia Laorden      |
| Chas Finster          | Michael Bell     | Xavier de Llorens   |
| Kira Watanabe-Finster | Julia Kato       | Núria Mediavilla    |
| Howard DeVille        | Philip Proctor   | Raúl Llorens        |
| Betty DeVille         | Kath Soucie      | Esperança Domènech  |
| Avi Lou Pickles       | Joe Alaskey      | Emili Freixas       |
| Nigel Thornberry      | Tim Curry        | Joan Massotkleiner  |
| Marianne Thornberry   | Jodi Carlisle    | Teresa Manresa      |
| Debbie Thornberry     | Danielle Harris  | Joël Mulachs        |
| Eliza Thornberry      | Lacey Chabert    | Isabel Valls        |
| Darwin                | Tom Kane         | Xavier Fernández    |
| Donnie                | Flea             | Flea                |
| Spike                 | Bruce Willis     | Juan Antonio Bernal |
| Siri                  | Chrissie Hynde   | Alba Sola           |
| Dr. Lipschitz         | Tony             | Jaume Lleal         |

## Box-office
Quan es va estrenar als Estats Units, la pel·lícula es va estrenar amb 11.556.869 dòlars. La pel·lícula va recaptar 15.847.924 dòlars a tot el món, inclosos 39.399.750 dòlars als Estats Units.

## Al voltant de la pel·lícula
Spike el gos no parla a la sèrie Rugrats. Gràcies al do d'Eliza Thornberry se sent parlar el gos dels Thornberry - i això en aquest film únicament - amb una estrella per encarnar la seva veu. Per a la resta, el film ha cridat als actors habituals de les dues sèries.